# Масси
Масси (колишній Ескі-Маси і Ленін Джол) — село в Джалал-Абадській області, Киргизстан. Село є адміністративним центром Ноокенського району.
| Киргизстан | Це незавершена стаття з географії Киргизстану. Ви можете допомогти проєкту, виправивши або дописавши її. |